# Hypsioma pylades
Hypsioma pylades är en skalbaggsart som beskrevs av Dillon 1945. Hypsioma pylades ingår i släktet Hypsioma och familjen långhorningar. Inga underarter finns listade i Catalogue of Life.